# Asalha Puja
Asalha Puja is een van de drie belangrijkste gedenkdagen in het boeddhisme. Het herdenkt de eerste preek van Gautama Boeddha, de Dhammacakkapavattanasutta, die hij gaf aan de (eerste) groep van (vijf) discipelen in Sarnath, India. Tijdens deze preek bereikte een van deze discipelen het sotapannaschap, een graad van heiligheid. Asalha Puja vindt plaats op de volle maan van de maand Asalha, de achtste maanmaand van de hindoe maankalender. Meestal valt Asalha Puja in juli.
Asalha Puja is de dag van de Dhamma, omdat het de dag herdenkt dat de Boeddha de Dhamma begon te onderwijzen, en op die dag ook de eerste discipel de Dhamma voor zichzelf waarnam of realiseerde.
In boeddhistische landen als Thailand, Japan, Tibet en Sri Lanka is het een van de belangrijkste religieuze dagen, en is het een nationale feestdag. Op Asalha Puja worden door de leken aan de boeddhistische tempels of aan de Sangha giften gegeven, en worden er preken gehouden. Er worden soms ook speciale evenementen zoals festivals gehouden.
De dag na Asalha Puja is de entree tot de pansa of vassa, de jaarlijkse regenretraite van drie maanden voor boeddhistische monniken (Thai: Khao Pansa).